# Disa aurata
Disa aurata är en orkidéart som först beskrevs av Harry Bolus, och fick sitt nu gällande namn av L.T.Parker och Harold Koopowitz. Disa aurata ingår i släktet Disa och familjen orkidéer. Inga underarter finns listade i Catalogue of Life.